# Iurta

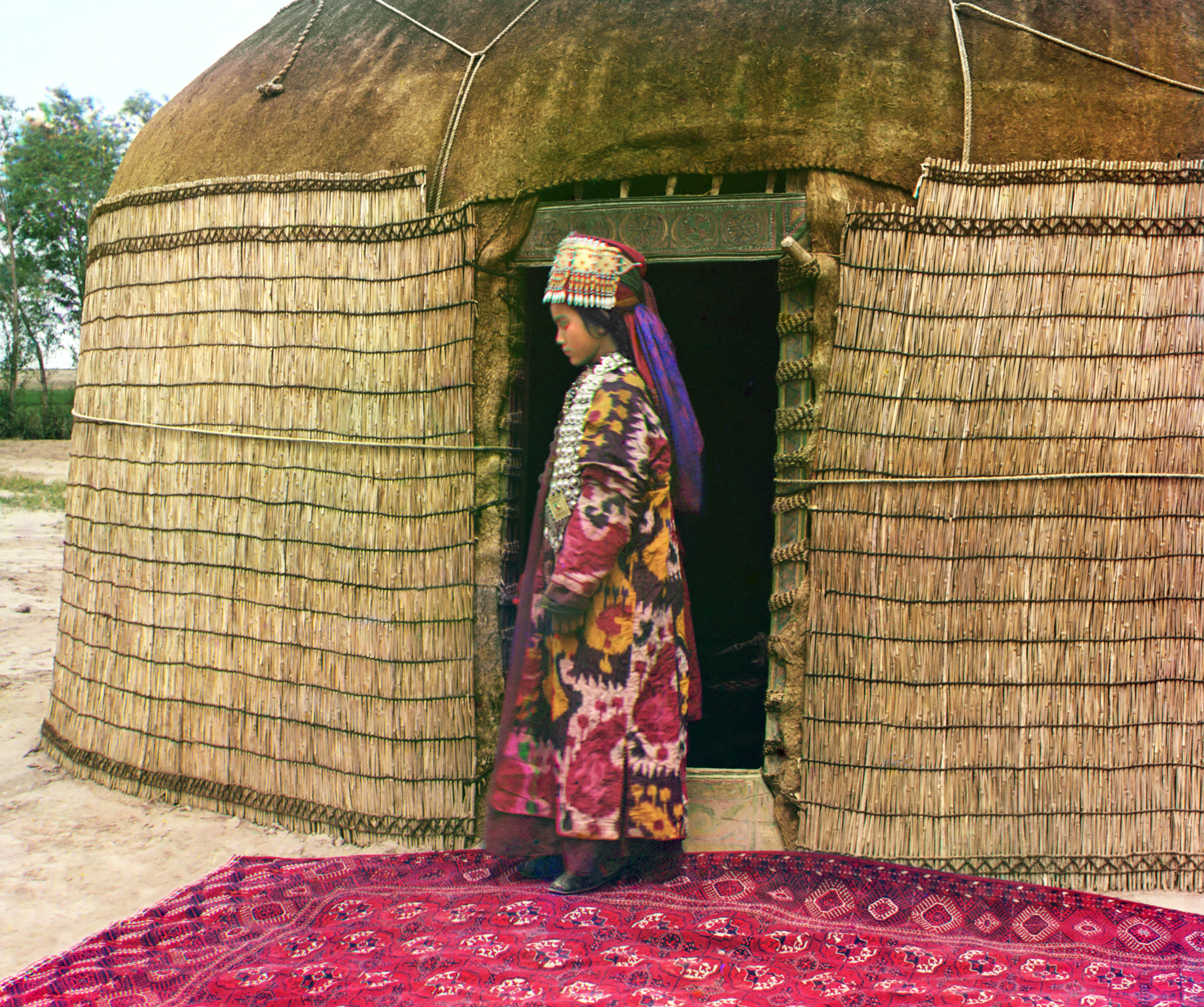
Dona turcmana a l'entrada d'una iurta al Turquestan; fotografia del 1913 de Prokudin-Gorski, acolorida modernament

Una iurta és un tipus d'habitatge mòbil, amb estructura de fusta i coberta de feltre, utilitzada tradicionalment pels nòmades de les estepes de l'Àsia central. És més semblant a una casa que no a una tenda de campanya, tant en la forma com en l'estructura, amb parets més gruixudes. Són conegudes arreu les iurtes mongoles i, últimament, s'han fet populars entre la població nòmada al món occidental.
La visita a una iurta implicava un rigorós ritual protocol·lari. Es podia executar una persona pel sol fet d'entrar a la iurta d'un mandatari sense haver anunciat prèviament la visita. Tenien gran influència en la cultura de l'Àsia central, el que es veu reflectida en els dissenys de l'escut del Kazakhstan i la bandera del Kirguizistan, ambdós adoptats el 1992.
L'artesania tradicional relativa a la iurta mongola va ser designada com a Patrimoni Cultural Immaterial de la Humanitat per la Unesco el 5 de desembre de 2013. A l'any següent, el 26 de novembre de 2014, igualment va ser designada l'artesania de la iurta kirguís i kazakh.

## Etimologia i traduccions
El mot prové originàriament d'una paraula turquesa, iurt, que indicava la marca que havia deixat la iurta a terra un cop retirada, i per extensió de vegades indicava també la pàtria d'algú, el parentiu o l'apanatge feudal. Va passar a les altres llengües per referir-se a aquesta mena de tenda. En el turc modern, la paraula yurt és sinònim de pàtria. En rus, d'aquest habitatge se'n diu iurta (юрта), mot que ha passat a les llengües europees.

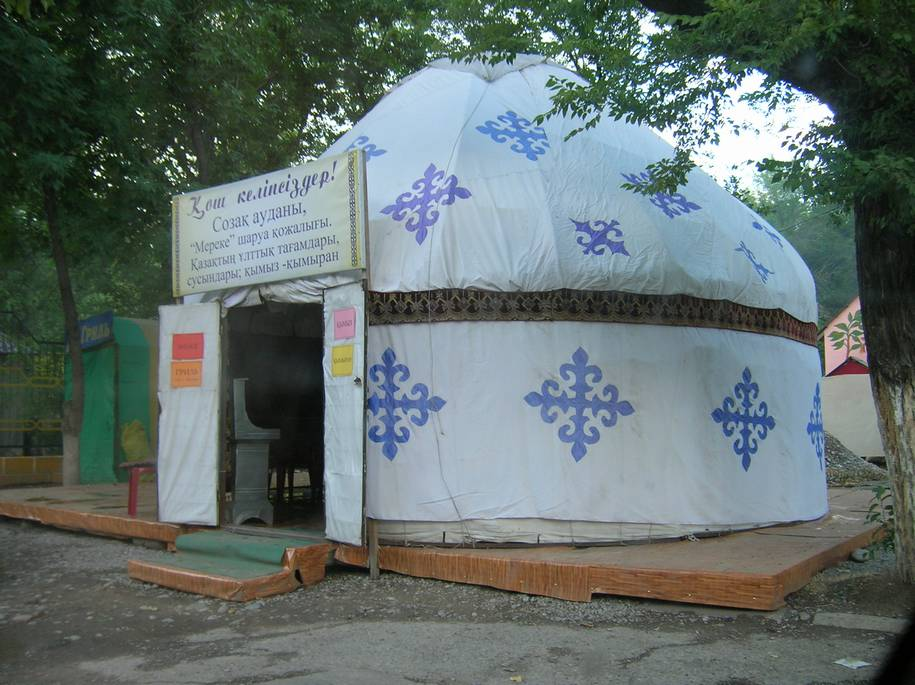
Una iurta a Ximkent (Kazakhstan), usada com a cafè

En kazakh, la iurta s'anomena киіз үй (kïiz üi), que significa 'casa de feltre'. En kirguís, se'n diu боз үй (boz üi), és a dir, 'casa grisa', a causa del color del feltre. En turcman, tant en diuen ak öý com gara öý, literalment 'casa blanca' i 'casa negra', depenent del seu luxe i elegància. En mongol, s'anomena гэр (guer). Els afgans en diuen kherga o jirga. Al Pakistan, també es coneix com a guer (گھر). En hindi, se'n diu ghar (घर), que vol dir 'casa'. En persa, el mot utilitzat és kheime (خیمه), mentre que en tadjik se'n diu iurt (юрт), khona-i sioh (хонаи сиёҳ) o khaima (хайма).

## Història
Les iurtes han estat una característica distintiva de la vida a l'Àsia central durant almenys tres mil anys. La primera descripció escrita d'una iurta utilitzada com a habitatge va ser registrada per l'historiador Heròdot de l'Antiga Grècia. Va descriure tendes de campanya semblants a iurtes com el lloc de residència dels escites, una nació nòmada que muntava a cavall i vivia al nord del Mar Negre i la regió de l'Àsia central des del voltant del 600 a. C . fins al 300 d. C.

## Parts d'una iurta original
A l'antiguitat, la iurta era modular i desmuntable, ja que estava formada per algunes parts fetes per diversos materials. Les actuals conserven la forma, però els materials de construcció s'han canviat per altres de més evolucionats i millorats tecnològicament. Per exemple, resulten ara més lleugers, resistents i ignífugs. Les parts més són:
- Recobriment: El pavelló era cobert per diverses capes de palla i lones de llana. El nombre variava depenent de l'estació de l'any.
- Anell: Forat que a la part central superior de la tenda. Suportava la càrrega de l'extrem de les bigues més cap a l'interior i alhora permetia la sortida de fum i l'entrada de llum al recinte.
- Jana: Eren les parets de la tenda i es formaven amb un entramat de fustes. S'encarregaven de suportar el pes de l'altre extrem de les bigues cap a l'exterior, sense necessitat de fer servir cordes tensores.
- Porta: Estava delimitada per un marc de taulers subjectes al jana amb cordes. Podia tractar-se d'una simple lona reforçada a la part posterior amb una fusta amb frontisses.
- Bigues: Donaven una forma arrodonida al sostre. Es recolzaven sobre la part superior del jana i s'estenien fins a l'anell. Per la manera com eren col·locades no requeria pilars de reforç al centre de l'habitatge, cosa que atorgava un major aprofitament de l'espai intern.
- Cortina: S'ubicava a certa distància de les parets, penjada de les bigues. Servia per a separar l'espai comú del centre de les àrees privades.

Al Kazakhstan, les dones són responsables d'acoblar i desassemblar les iurtes. Normalment un d'aquestes habitatges era instal·lat en una hora per dues o tres dones.

## Construcció

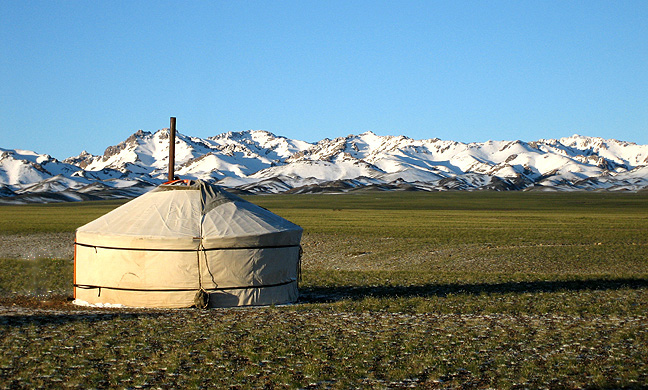
Una iurta mongola

Les iurtes tradicionals es componen d'una estructura circular de fusta coberta de feltre. Aquest feltre és fet de la llana de les ovelles que acompanyen els pastors. La fusta per bastir l'estructura no es troba a les estepes, desproveïdes d'arbres, i es compra a les valls inferiors.
L'estructura és feta d'un o més panys de paret de fusta enreixada, un marc per a la porta, pals per al sostre i un coronament especial. Hi ha iurtes que tenen un o més pilars que aguanten el coronament. L'estructura de fusta, que es manté per si sola, està coberta amb peces de feltre. Depenent de la disponibilitat, el feltre es cobreix també amb teles, lones i altres capes per protegir-se del sol. L'estructura se subjecta amb una o més cordes o cintes i s'aguanta per la pressió i el pes de la coberta de feltre, de vegades amb l'ajut suplementari d'un pes que penja del mig del sostre. Varien de regió en regió, amb els pals que sostenen el sostre rectes o corbats, per exemple, i són de mides i embalums diferents.
La iurta està dissenyada per ser desmuntada i carregada al llom d'un camell o un iac per tal de poder-la transportar i muntar a un altre lloc. Les iurtes triguen entre 30 minuts i 3 hores a muntar o desmuntar-se, i generalment són utilitzades per entre cinc i quinze persones.

Procés de muntatge d'una iurta mongola
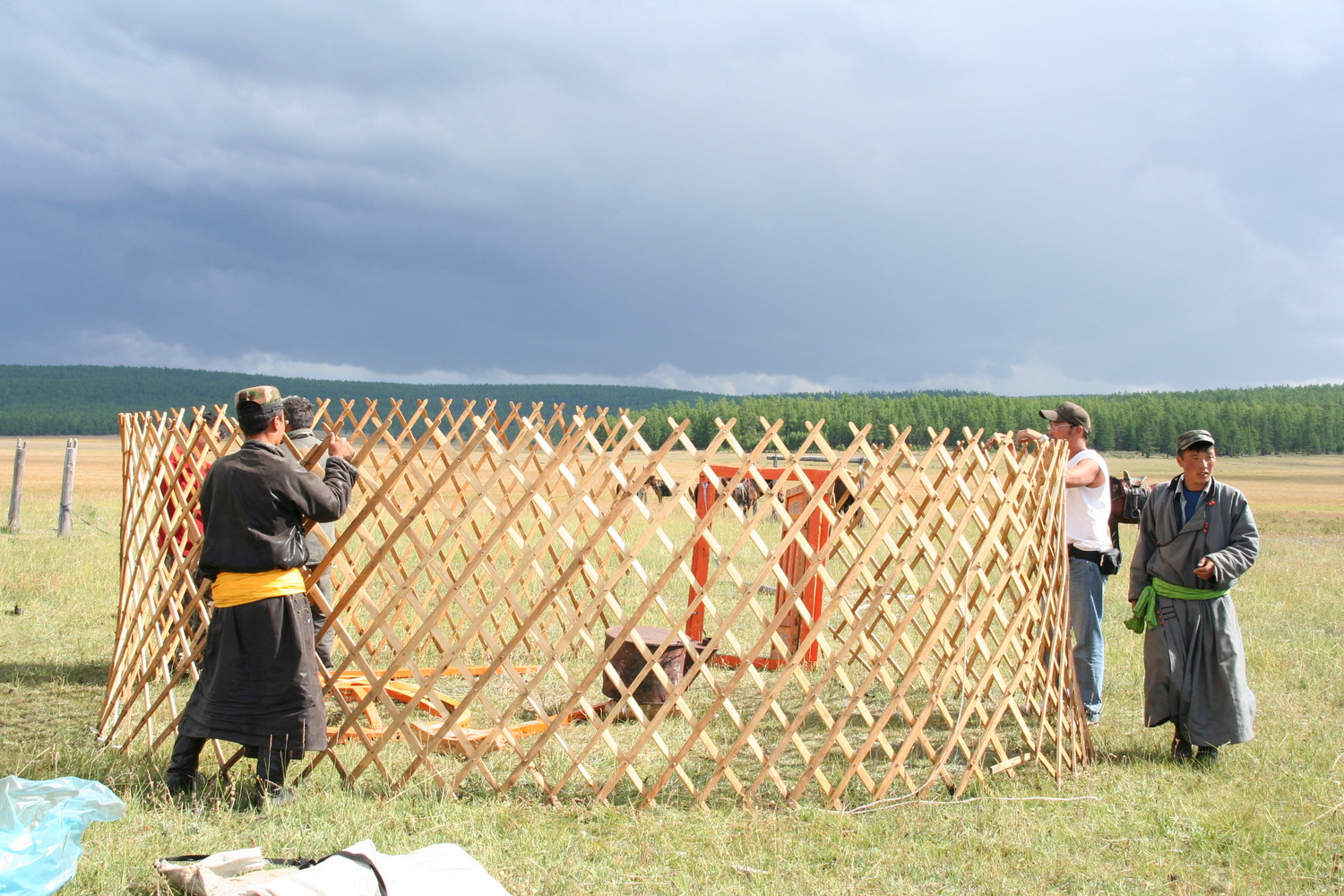
Es comença amb les parets i la porta
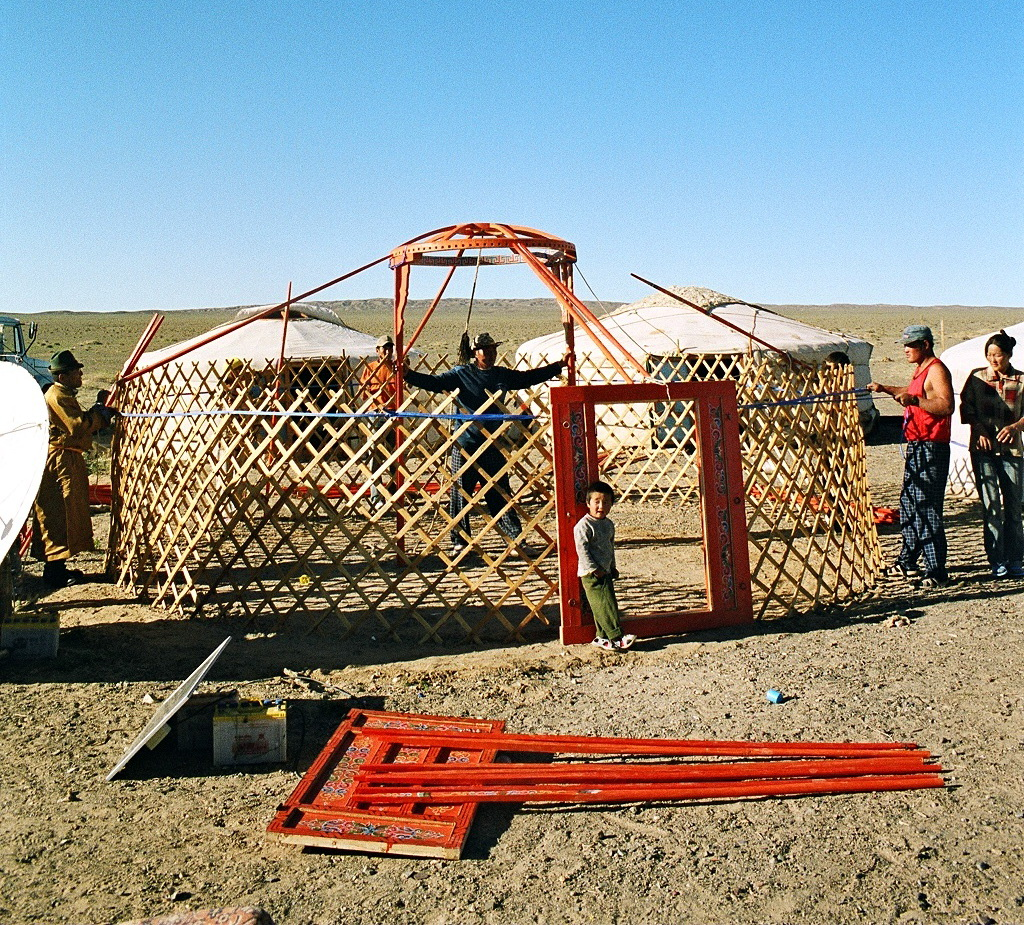
Col·locació dels pals del sostre
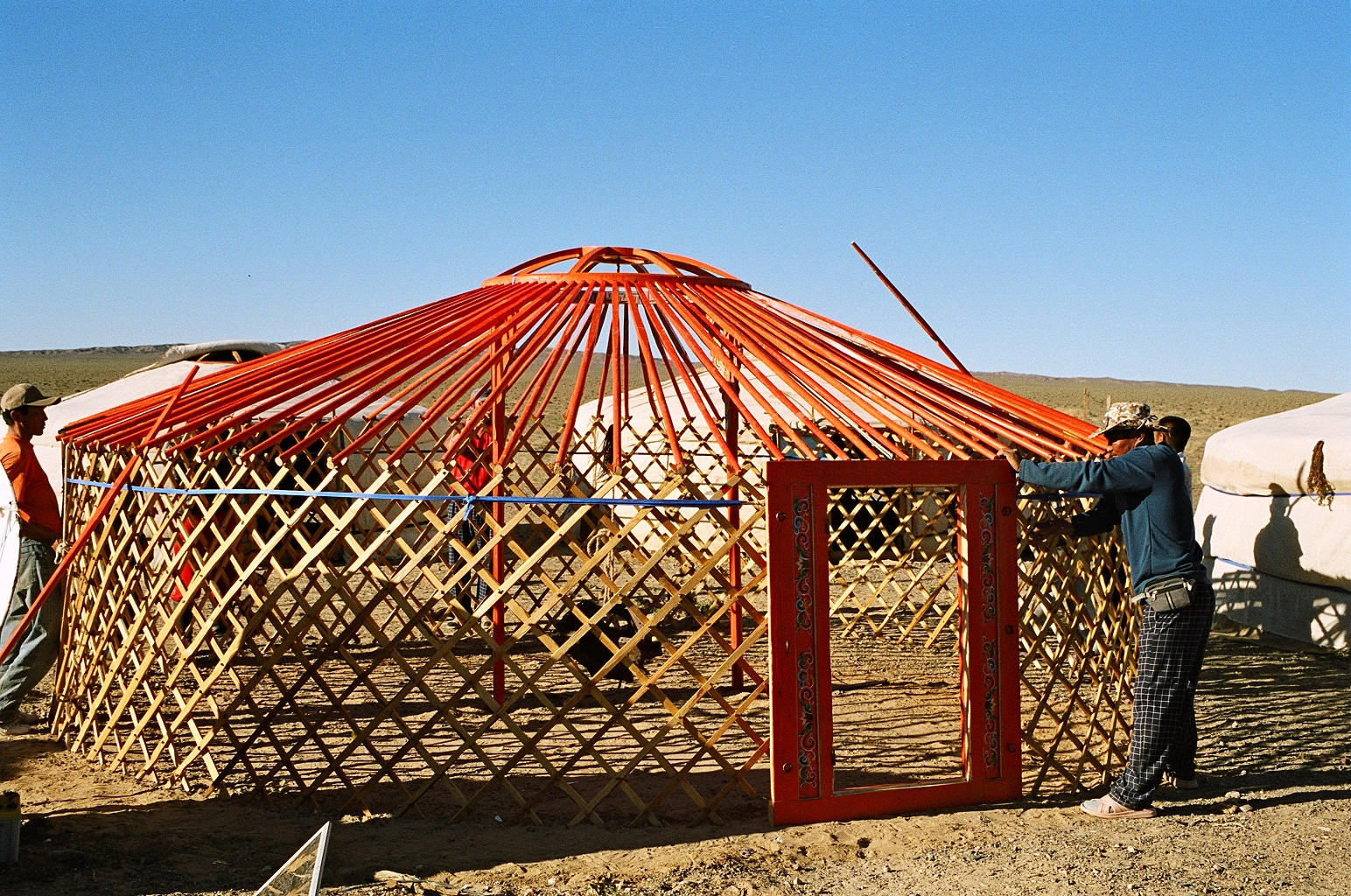
Estructura del sostre acabada
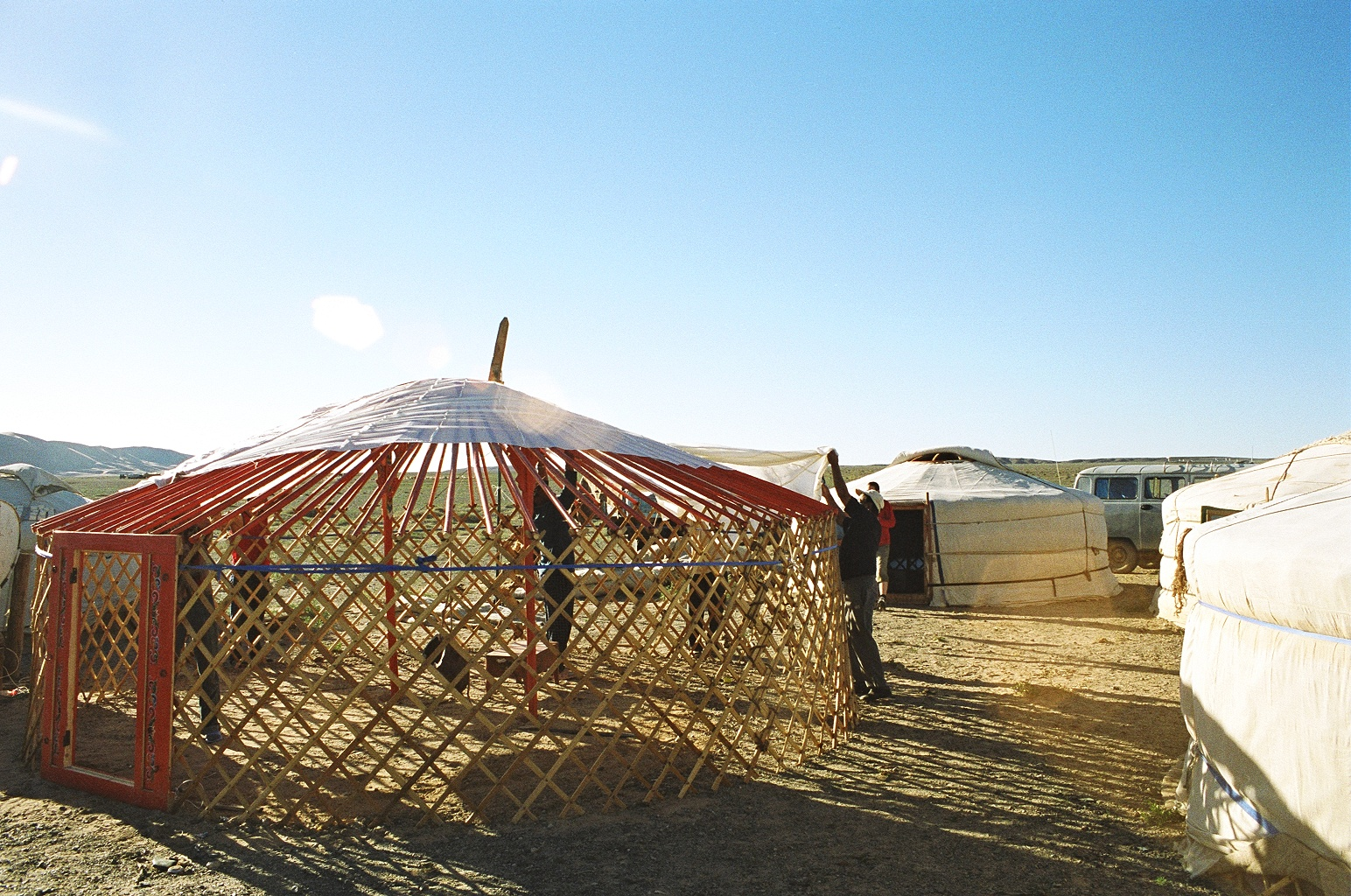
Col·locació de la fina coberta interior dalt el sostre
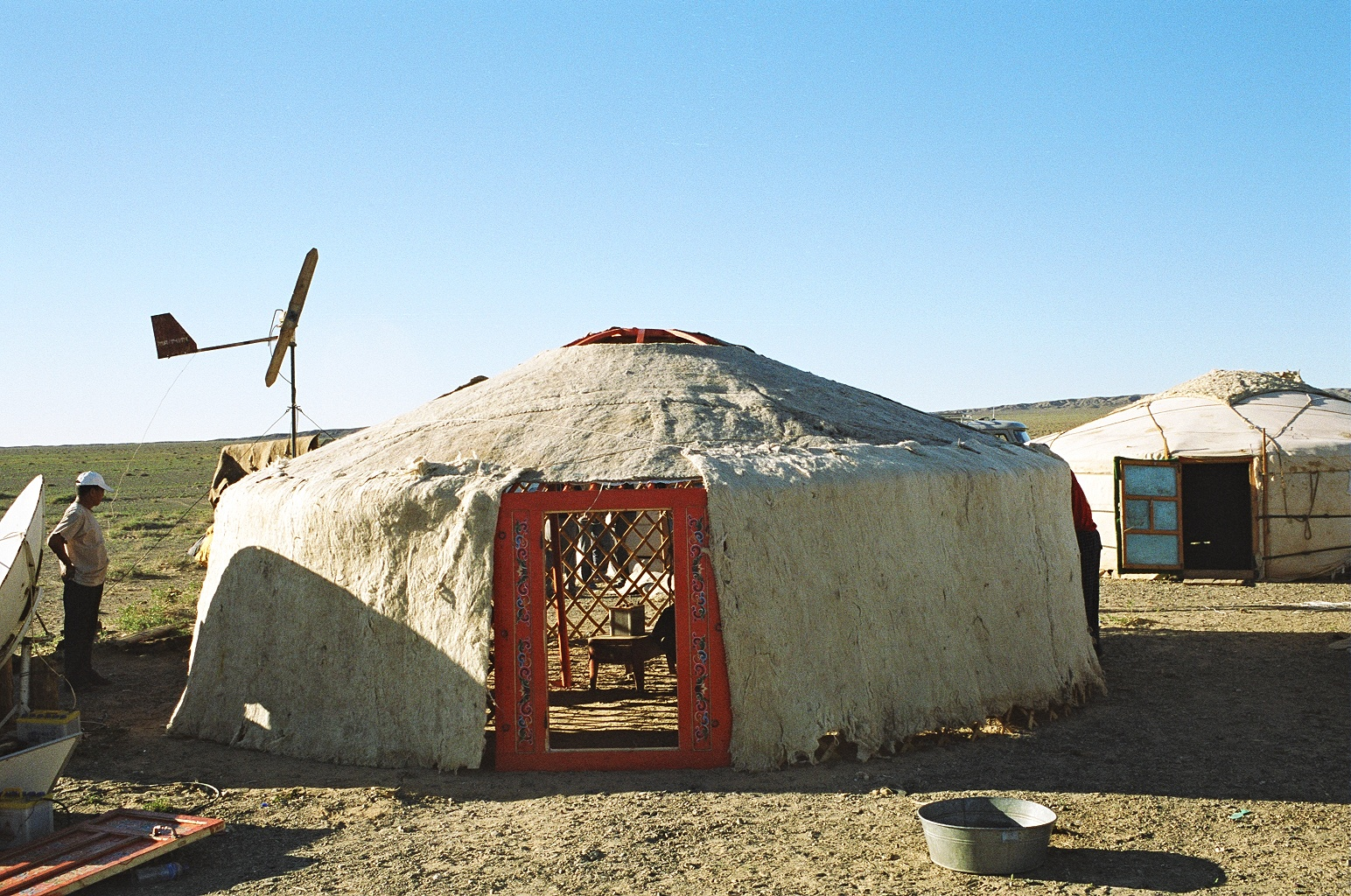
S'hi afegeix la coberta de feltre
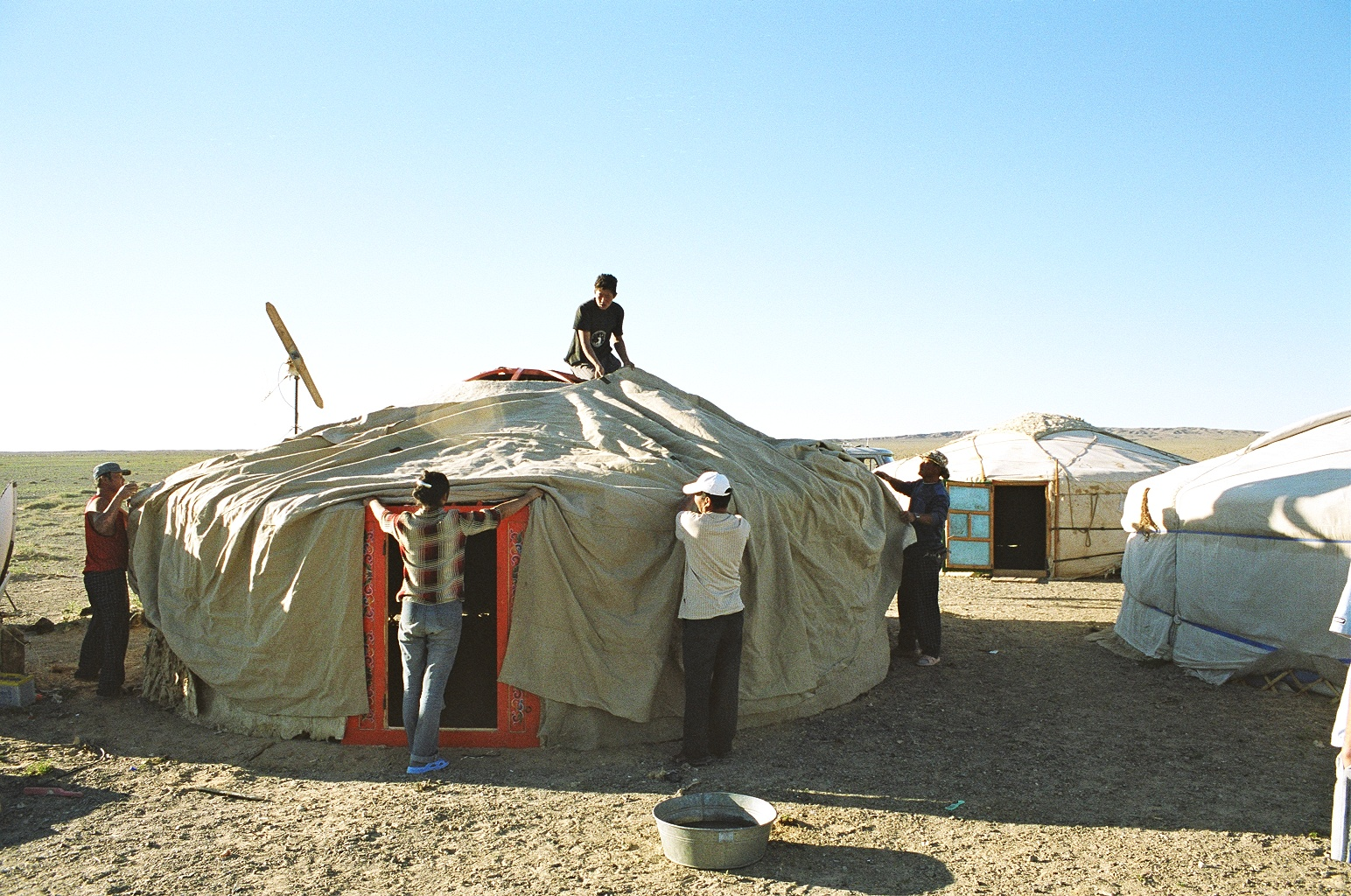
Col·locació de la coberta exterior
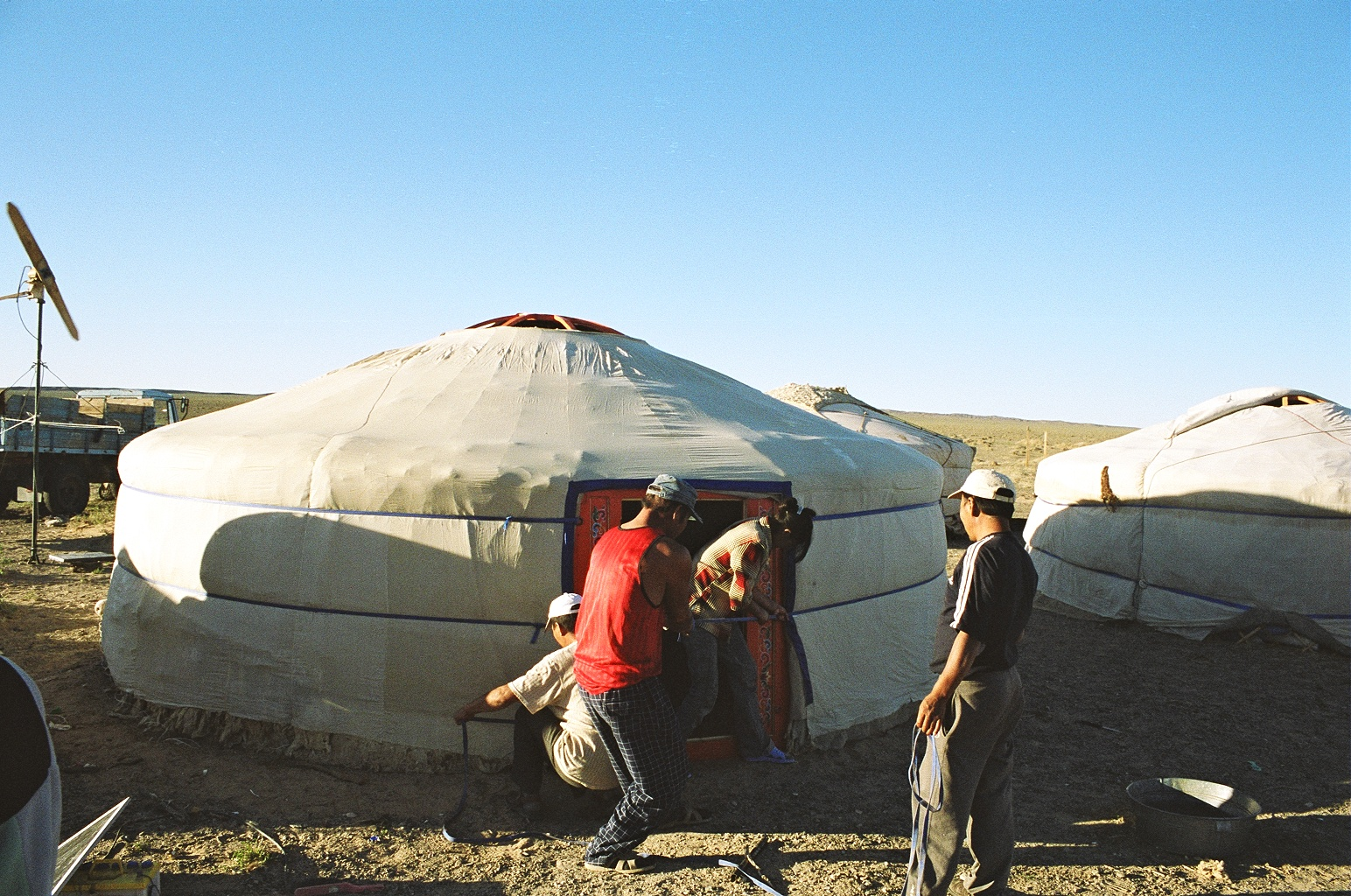
Es lliga la coberta i es completa l'estructura

## Aïllament, decoració i simbolisme
L'aïllament i la decoració tradicionals dins una iurta són fets de catifes de feltre de llana que tenen en patrons que deriven d'ornaments sagrats amb cert simbolisme. Els símbols que representen la força són, per exemple, el temdeg o khas (swastika), les quatre poderoses bèsties (lleó, tigre, garuda – una espècie d'aviar i drac), així com representacions estilitzades dels quatre elements (foc, aigua, terra i aire), considerats els elements fonamentals i immutables del cosmos. Aquests patrons es fan servir comunament a la llar perquè se supposa que porten força i oferiran protecció.
Els patrons geomètrics repetitius també es fan servir àmpliament, com el martell continu o el patró de caminar (alkhan khee). Comunament utilitzat com a decoració de vores, representa una força sense fi i un moviment constant. Un altre patró comú és l'ulzii, un símbol de llarga vida i felicitat. El khamar ugalz (patró de nas) i ever ugalz (patró de banya) es deriven de la forma del nas i les banyes de l'animal, i són els patrons tradicionals més antics. Tots els patrons es poden trobar no només entre les pròpies iurtes, sinó també a brodats, mobles, llibres, roba, portes i altres objectes.
En la fabricació de catifes de feltre de Kirguizstan, els patrons més comuns són ala kiyiz i shyrdak. Els adorns són visualitzacions de bons desitjos o benedicció dels faedors a una filla que es casa, fills o néts.

### A l'Àsia central

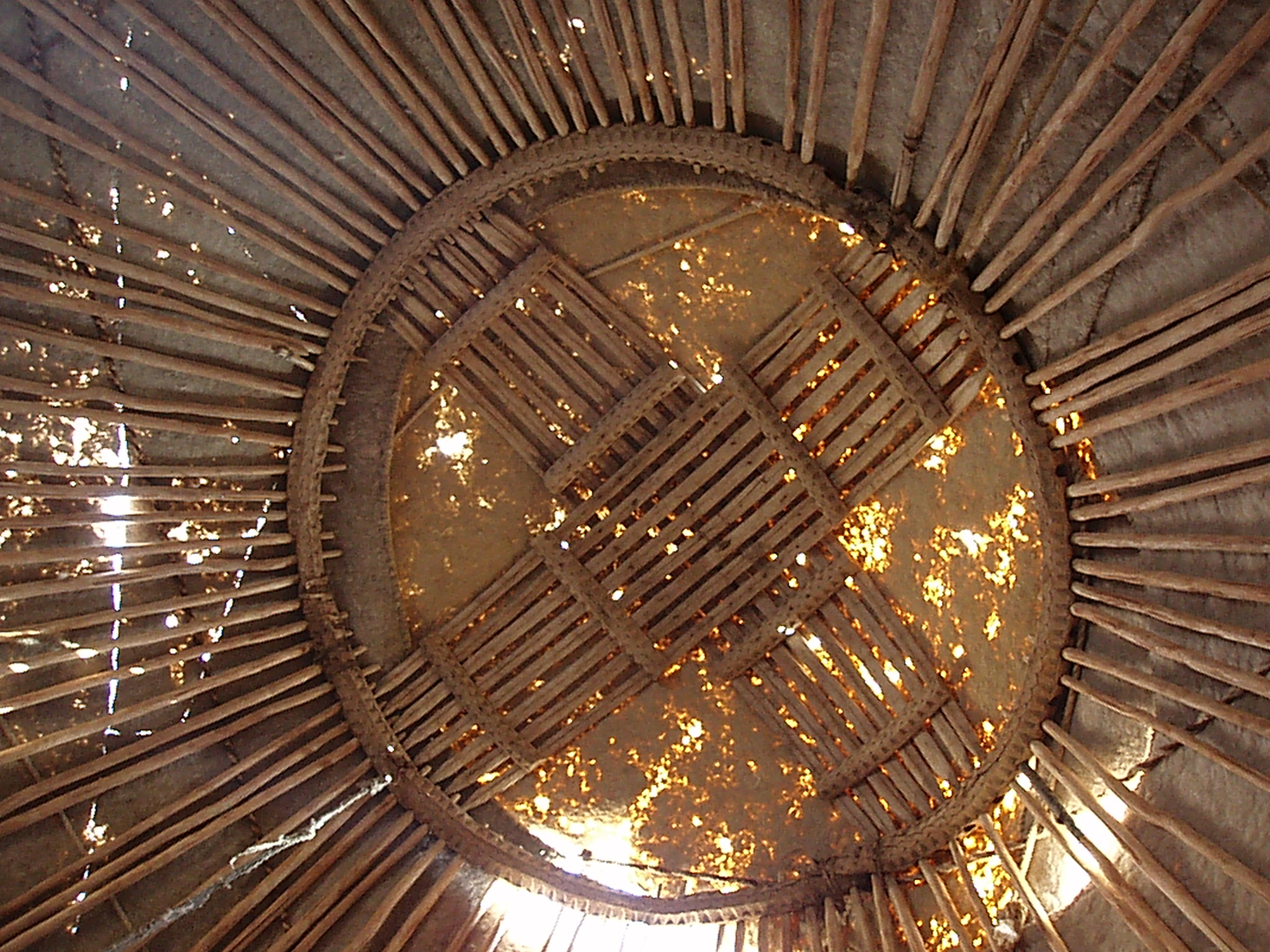
Xanguiraq
Escut del Kazakhstan
Bandera del Kirguizstan

El coronament de fusta de la iurta (en mongol, тооно toono, IPA: [tɔːn]; en kazakh, шаңырақ, xanguiraq IPA: [ʃɑɴərɑ́q]; en kirguís, түндүк, tündük IPA: [tyndýk]; en turcman, tüýnük) és per si sol emblemàtic en moltes cultures de l'Àsia central. A les antigues comunitats del Kazakhstan, la iurta es podia reparar o reconstruir, però, en canvi, el xanguiraq romania intacte i passava de pares a fills a la mort del progenitor. La durada en el temps d'una nissaga es podia mesurar per l'acumulació de taques del fum que havia passat per l'obertura del xanguiraq. Una versió estilitzada d'aquest coronament, la trobem al centre de l'escut del Kazakhstan i esdevé la imatge principal de la bandera del Kirguizstan.

### El simbolisme budista a les iurtes mongoles

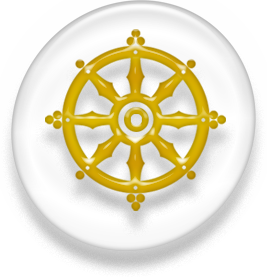
El símbol budista de la dharmatxakra (☸)

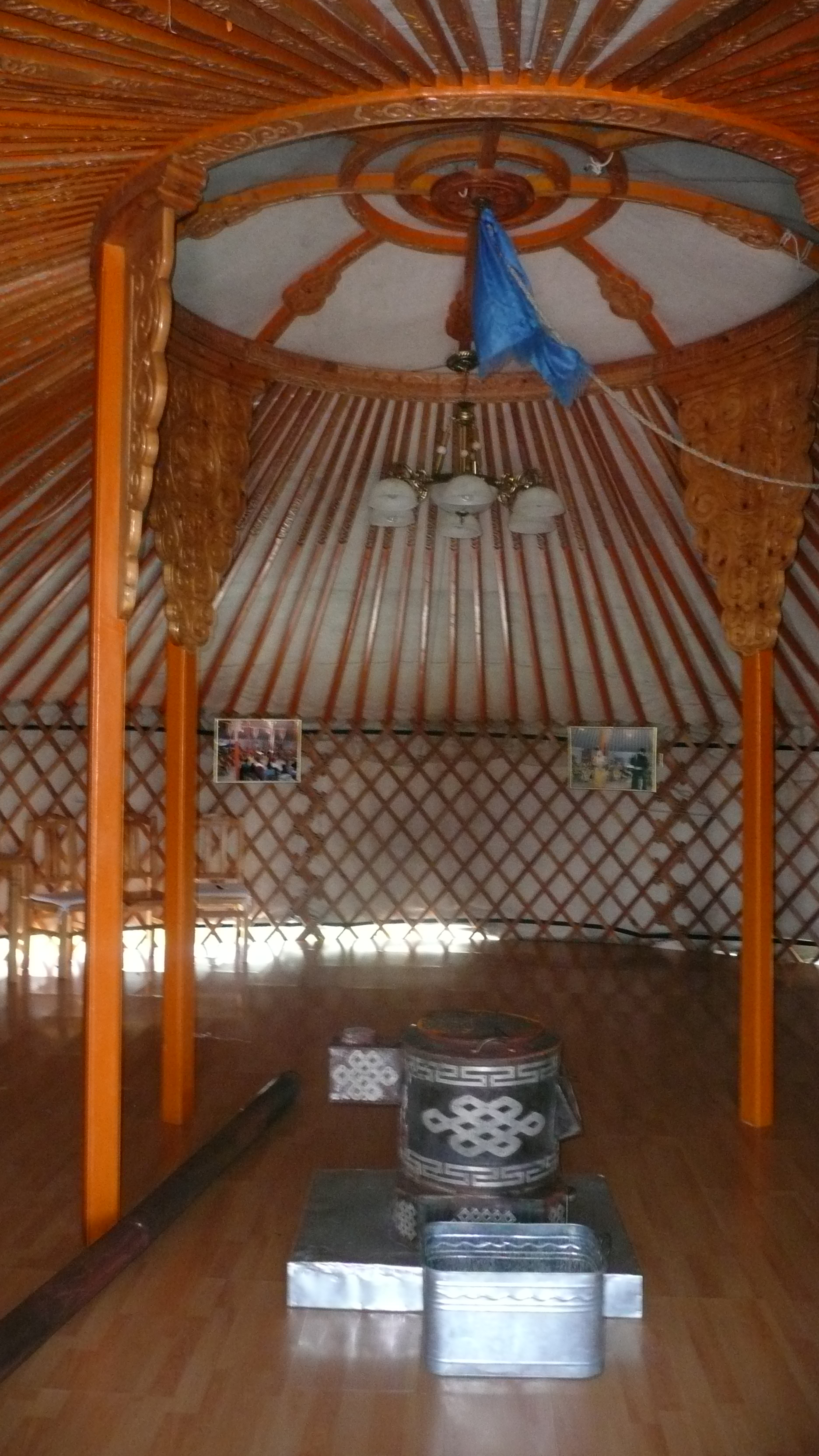

El disseny de la iurta mongola va evolucionar des de la senzilla forma originària fins a integrar-se plenament en la cultura budista. El coronament –el toono– va adoptar la forma de la dharmatxakra. L'antic model de toono, que avui dia es troba present més sovint a les iurtes de l'Àsia central, a Mongòlia s'anomena sarkhinag toono, mentre que el coronament de la iurta que representa la dharmatxakra budista s'anomena khorlo toono. De la mateixa manera, les formes, els colors i els ornaments dels elements de fusta –el toono, els pilars i els pals del sostre de la iurta mongola– concorden amb l'estil artístic present als monestirs budistes de Mongòlia. Aquesta mena de iurtes s'anomenen uianguiin guer, literalment 'iurta de melodies'.

## Les iurtes occidentals
Arreu del món, admiradors d'aquest model de tenda circular i semipermanent han agafat la idea visual de la iurta i l'han adaptada a les seves necessitats culturals. Si bé aquestes estructures poden ser bastant similars a les que es poden trobar a l'Àsia central, sovint presenten característiques diferenciades en el seu disseny per tal d'adaptar-les als diferents climes i usos. Fora de la zona d'ús tradicional de la iurta, també s'ha emprat i se segueix fent actualment en altres països com a tenda de campanya glàmping (càmping amb comoditats). N'hi ha més o menys de fidels a les originals, quant a la forma, usos i materials de construcció.
A Europa, en diversos països es fabriquen models bastant fidels a les iurtes mongoles i de l'Àsia central. Aquestes tendes utilitzen fustes locals de qualitat i sovint estan adaptades a un clima més humit, amb un sostre amb més pendent i amb cobertes resistents a l'aigua. En essència són iurtes, però alguns hi troben a faltar la capa de feltre que cobreix la iurta tradicional.

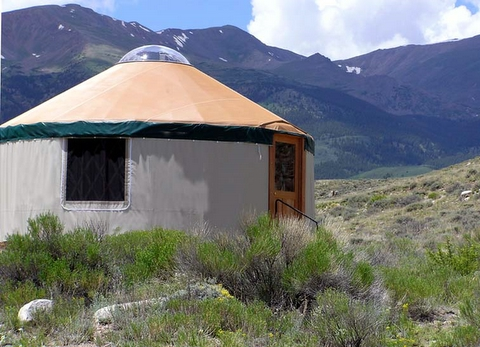
Estructura basada en la iurta a les muntanyes de Colorado (EUA)

Als Estats Units i el Canadà, des de la dècada del 1960, es fan iurtes amb materials d'alta tecnologia, dissenyades per resistir condicions meteorològiques extremes. A més a més, muntar-ne una pot durar uns quants dies i no estan pensades per ser traslladades gaire sovint. Aquestes iurtes nord-americanes són més aviat estructures basades en una iurta, ja que no es tracta, com les originàries, d'habitatges coberts de feltre i fàcils de muntar, desmuntar i transportar. Hi ha iurtes fabricades al Regne Unit que compten amb una estructura de metall en ús en almenys dos llocs de glamping a Somerset i Dorset.
La palloza és un edifici tradicional que es troba a la Serra dos Ancares a Galícia, Espanya. Les pallozas tenen parets de pedra i un sostre cònic de tiges de sègol.
Les iurtes són utilitzades per diferents grups i individus per als propòsits més variats, que van des de fer-les servir com a residència permanent o com a aules d'estudi. En alguns parcs provincials del Canadà, i en parcs estatals de diversos estats dels Estats Units, es construeixen iurtes permanents per acampar-hi.
Des de finals de la dècada de 1920, la joventut alemanya i els moviments escoltisme han adaptat una variant de la iurta i el Sami lavvu (Kohte), anomenant-los Schwarzzelt (botigues negres), un terme utilitzat principalment per a tendes de campanya del nord d'Àfrica.